# Α-Tomatine
L'α-tomatine est un glycoalcaloïde stéroïdal toxique produit par tous les organes de la tomate. 
La tomatine a des propriétés antibiotiques et antifongiques. La teneur en tomatine est faible pour les tomates rouges (mûres), de l'ordre de 0,03 à 0,08 mg/100 g et nettement plus élevées pour les tomates vertes (immatures), de 0,9 à 55 mg/100 g, sans danger toutefois pour la consommation humaine.